# Тимф Андрій
Тимф Андрій (нім. Andreas Timpe, Tümpe) — орендар коронних монетних дворів за панування Яна ІІ Казимира.
Походив з міста Росток у землі Мекленбург — Передня Померанія. Прибувши до Речі Посполитої, взяв у відкуп монетні двори у Познані (1650), у Всхові (1650), Ополі (1657), Кракові (1661–1668), Львові (1663). Перебрав управління двором у Бидгощі після свого брата Томаса (1663–1667), у якого вигас термін контракту на оренду. За умовами оренди повинен був ґрунтовно відновити монетні двори, забезпечити їх необхідним обладнанням.
Після знищення монетних дворів в час «шведського потопу» отримав у короля право карбувати монети для всього королівства, титул генерального вардайна (пробірер), суперінтенданта усіх монетних дворів Речі Посполитої (1660). Через брак срібла для карбування монет Андрій Тимф висунув ідею солідарної допомоги державній скарбниці всіма мешканцями Корони через легальне фальшування монет — карбування низькопробних монет номіналом у 1 злотий із значним заниженням вмісту срібла відносно їхньої номінальної вартості (у одному злотому реальний вміст срібла становив 10-15 грошів при номіналі у 30 грошів). На карбування таких злотих 1663 року надав згоду Сейм і король. Заниження вмісту срібла виправдовував напис на монеті — «Вартість монеті дає порятунок краю, що дорожче за вартість металу» (DAT PRETIVM SERVATA SALVS POTIORQ METALLO EST). Від імені автора ідеї неповноцінні монети стали звати «тимфами». Він розпочав карбувати золоті у Львові (3 березня — 9 вересня 1663 року).
З травня 1666 року брати Тимфи намагались продовжити ще на рік свій дворічний контракт на відкуп монетних дворів Речі Посполитої, термін котрого завершувався. На ту пору вони згромадили значний маєток, через що на Сеймі були оскаржений шляхтою у зловживаннях із виплатами до скарбниці, фальшуванні монет через карбування надлишкових монет із заниженням вмісту срібла. Задля уникнення арешту у лютому 1667 року А. Тимф втік з Речі Посполитої до Слупська у Померанії, а Томас Тимф до Пруссії.
У Польщі до сьогодні збереглась приповідка «Добрий жарт тимфа вартий».